# ابرو (شهر اتریش)
ابرو (به آلمانی: Eberau) یک منطقهٔ مسکونی در اتریش است که در ناحیه گوسینگ واقع شده‌است. ابرو ۹۶۷ نفر جمعیت دارد.